# Pásové vozidlo

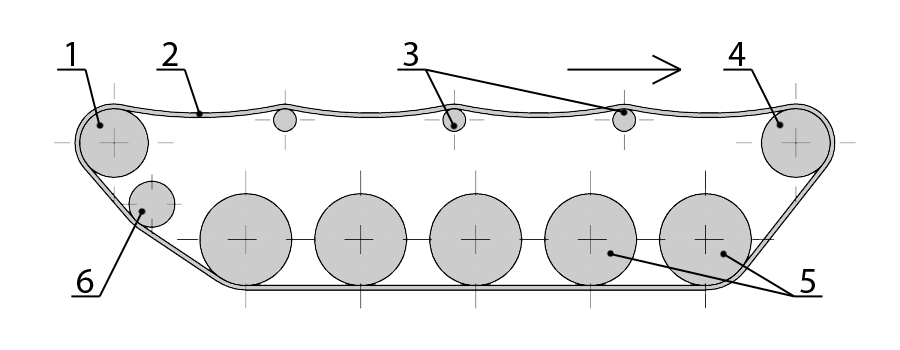
Pásový pohon: 1. Zadní (hnací) kolo; 2. Pás; 3. Kladky; 4. Přední (napínací) kolo; 5. Pojezdová kola; 6. Kladka

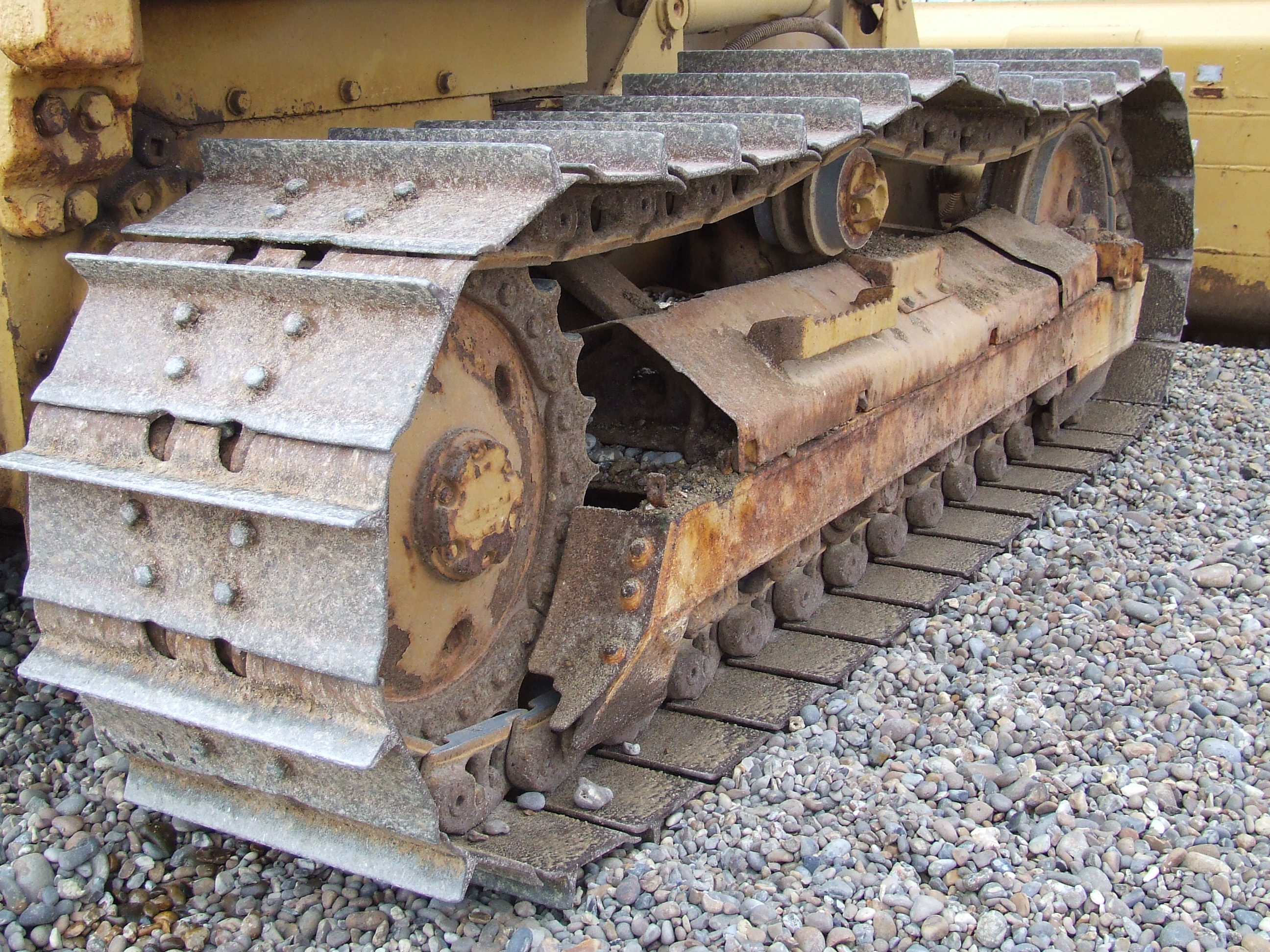
Pásový pohon buldozeru

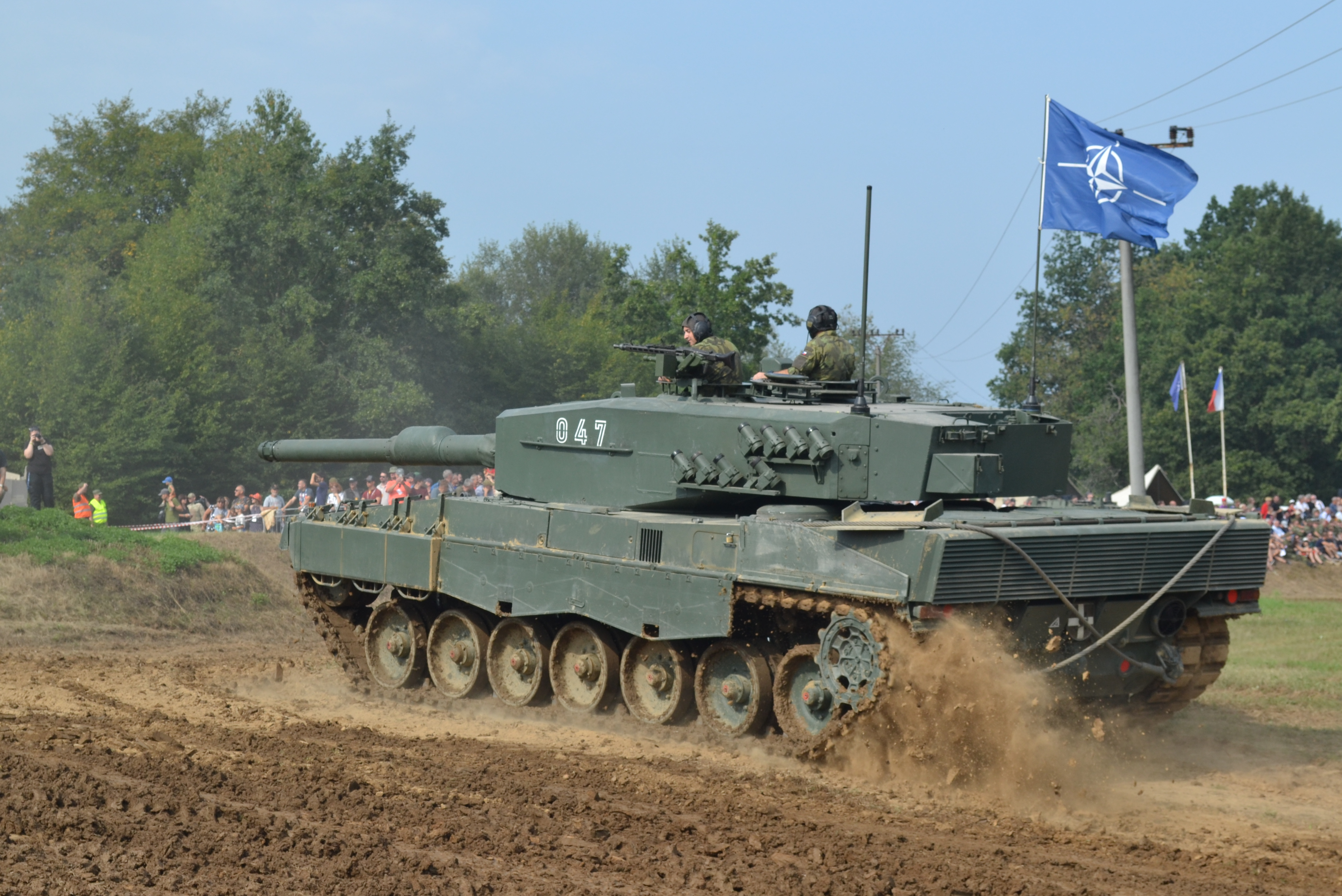
Tank Leopard 2A4 zatáčející brzděním pravého pásu

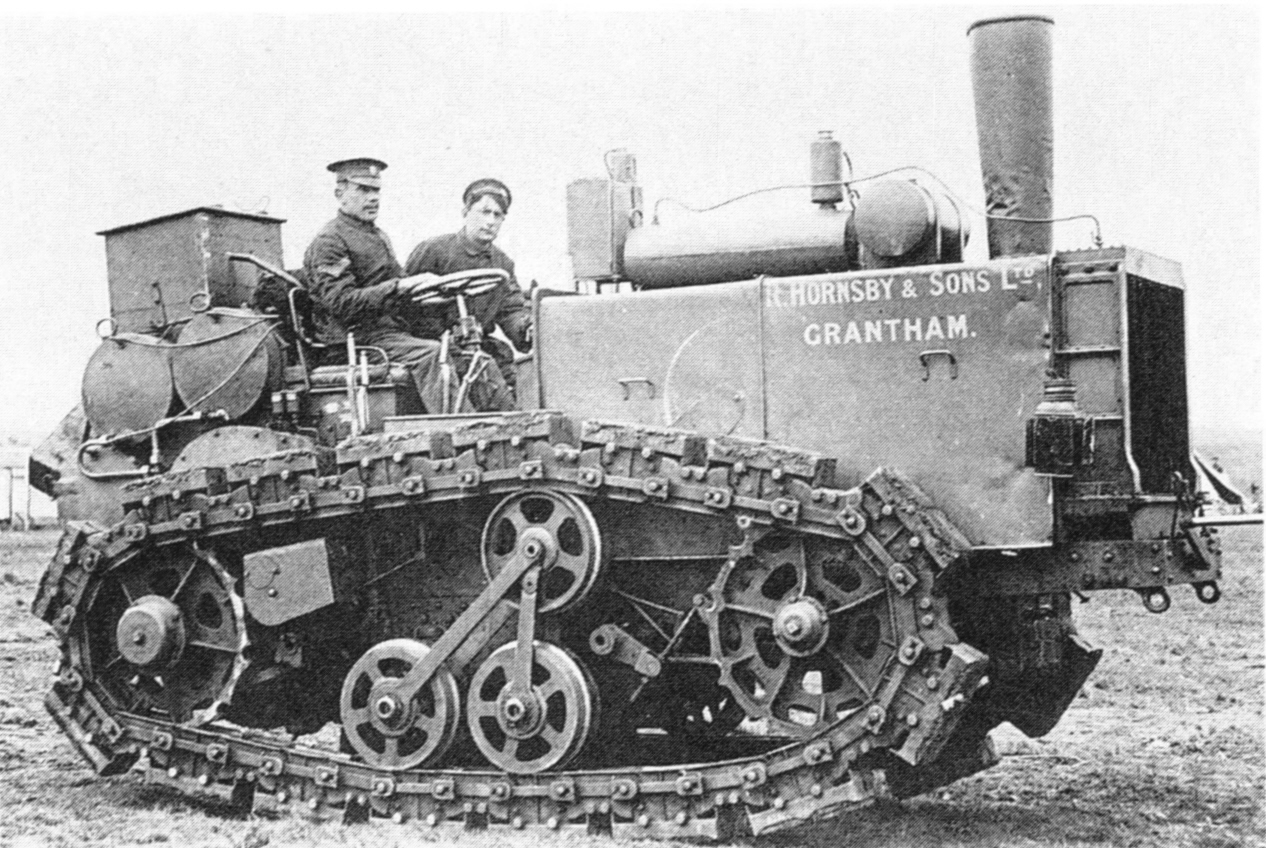
Hornsbyho traktor (1909)

Pásové vozidlo je motorové vozidlo, které se pohybuje pomocí pásů, nasazených na několika kolech. Kola tak nepřicházejí do přímého styku s povrchem, toho se dotýká pouze vlastní pás. Zadní pár kol je obvykle[zdroj?] hnací s ozubenými koly, která zasahují do mezer v pásu, ostatní kola bývají hladká. Přední pár kol je obvykle[zdroj?] napínací, ostatní kola rozkládají hmotnost vozidla na pás a vedou jej tak, aby nesklouzl do strany. Při zpětném chodu je pás někdy podpírán menšími kladkami.
Typickým představitelem pásových vozidel je tank, pásový traktor nebo sněžná rolba, pásový pohon se užívá i u stavebních a těžebních strojů.

## Výhody a nevýhody
Výhodou pásových vozidel je lepší průchodnost terénem, jelikož pásy mohou překonávat hrbolatý povrch, menší příkopy a zákopy a nesklouznou ani po silně nakloněném povrchu. Pásy mají také podstatně větší plochu než obyčejná kola a tudíž i menší specifický tlak na podložku. Nejtěžší tank druhé světové války, německý Tiger II, měl poloviční tlak na podložku než běžné osobní auto. To je výhoda například na sněhu nebo v bahně, kde by se klasická kola bořila. Na rozdíl od kol pásy nemají tendenci prokluzovat a pásové vozidlo tak může vyvinout větší tažnou sílu.
Mezi nevýhody pásového pohonu patří mnohem složitější konstrukce a tedy i vyšší cena, větší poruchovost, větší spotřeba paliva a menší rychlost. Proto se na velké vzdálenosti pásová vozidla často převážejí naložená na trailer nebo vlak. Pásová vozidla s kovovými články pásů také poškozují zejména asfaltované vozovky. Proto se články pásů opatřují polštářky z tvrdé gumy a zejména u zemědělských strojů se používají i celogumové pásy.

## Řízení
Jedním z konstrukčních problémů pásových vozidel je jejich řízení. Pro změnu směru jízdy musí řidič obvykle přibrzdit a zpomalit jeden z pásů. Pokud ho může úplně zastavit nebo přepnout na zpětný chod, může se vozidlo otočit na místě. Starší konstrukce pásových vozidel používaly dvojí zcela oddělený a odděleně ovladatelný pohon, jiné využívaly dvě oddělené spojky a moderní tanky užívají jeden motor a zvláštní, poměrně složitý diferenciál.
Lehčí vozidla se proto někdy konstruují jako polopásová, kde pásy nahrazují jen zadní kola, kdežto přední kola jsou řiditelná běžným způsobem. Tanky Mark 1 používané během první světové války za sebou zpočátku vlekly velká litinová kola, která byla jedním ze způsobů změny směru jízdy. Schopnost zdolávat překážky je však u polopásového pohonu daleko menší, takže u tanků a samohybných děl se polopásový pohon už nepoužívá.

## Historie
Pásový pohon objevil už koncem 18. století britský vynálezce R. L. Edgeworth, počátkem 19. století polský matematik Józef Maria Hoene-Wroński a řada dalších. Ve druhé polovině 19. století si jej patentovali například ruský vynálezce F. A. Blinov, ale teprve americký výrobce lesních tahačů A. O. Lombard (1901) a britský výrobce zemědělských strojů Hornby (1905) měli obchodní úspěch. Na použití v zemědělství a lesnictví navázaly pásové stavební a těžební stroje a už za první světové války pancéřovaná vozidla – tanky. Ty prošly do současnosti rychlým vývojem, patří ale stále k nejdůležitějším útočným zbraním. Z nejnovějších aplikací stojí za zmínku sněhové rolby, které slouží jak k zimní dopravě v horách, tak i k upravování lyžařských tras.

### Galerie

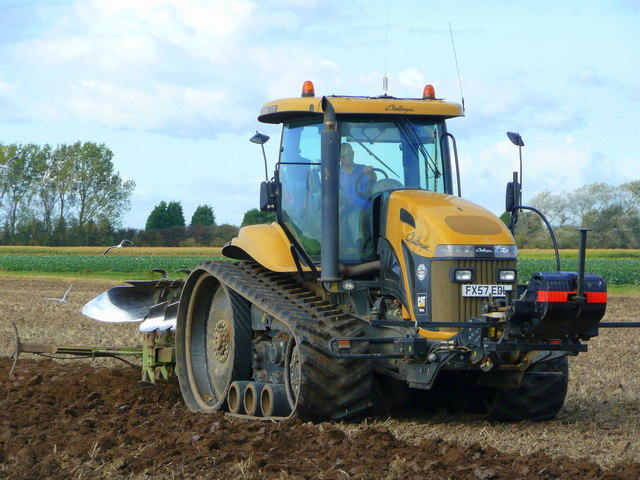
Pásový traktor
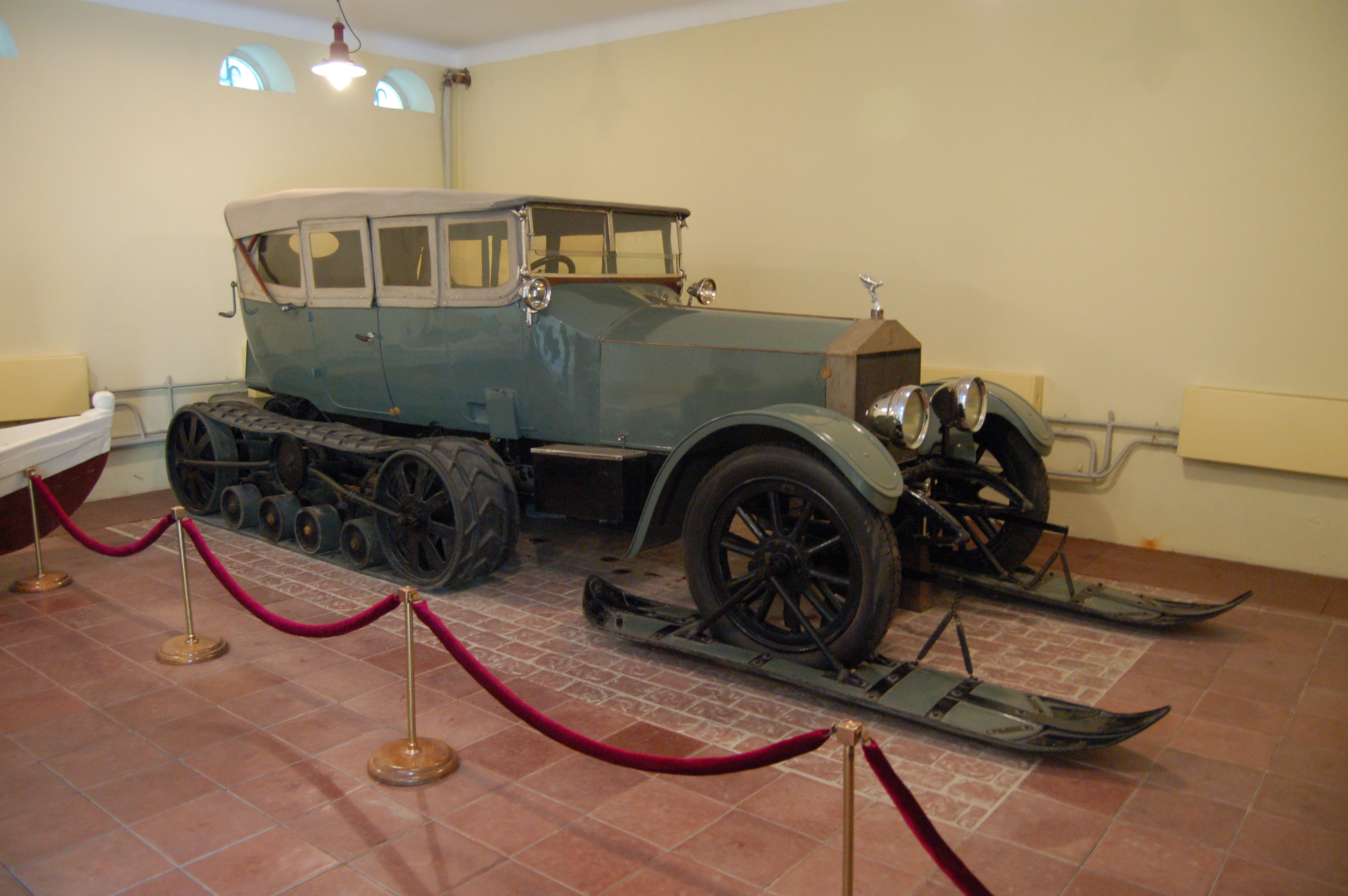
Carský Rolls-Royce, přestavěný na polopásový, užíval také Lenin
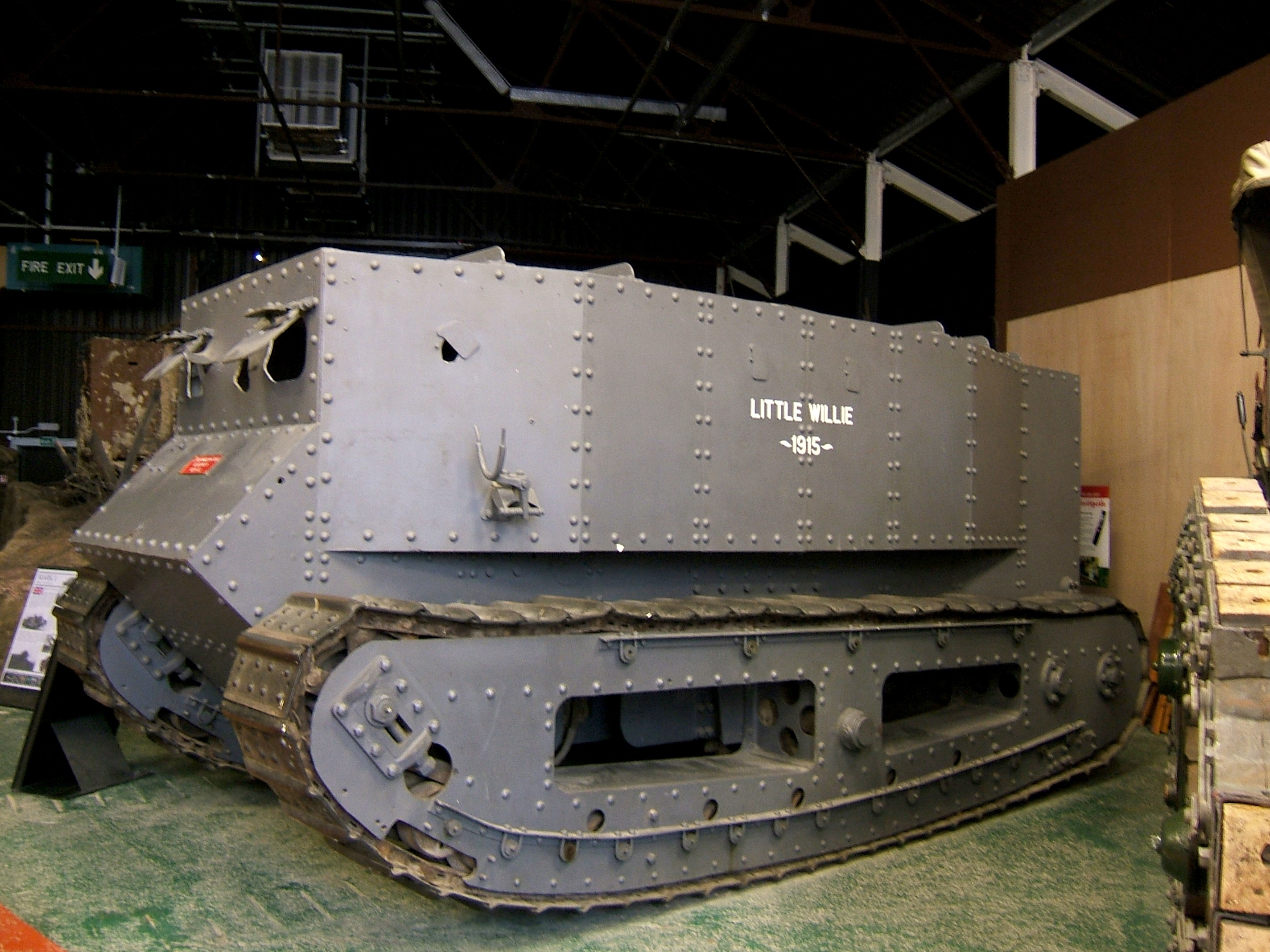
Little Willie, prototyp prvního tanku (1915)
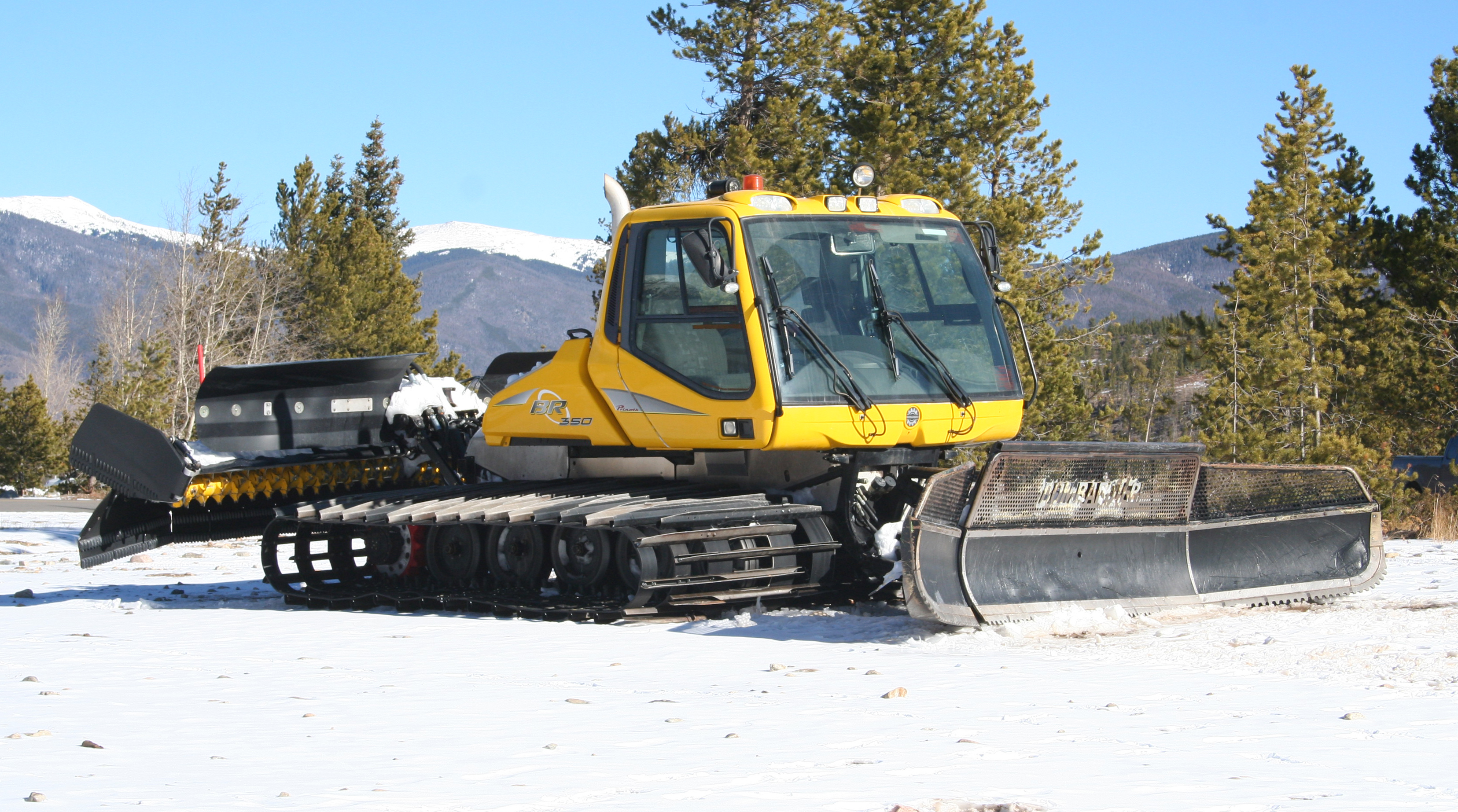
Sněžná rolba